# شهریار (پسر کنادبک)
شهریار از فرماندهان ارتش ساسانی در زمان یزدگرد سوم و فرزند کنادبک کنارنگ بود که در جریان حملهٔ اعراب به ایران کشته شد.

## مرگ
شهریار کنادبک در روز دوم نبرد قادسیه {یوم الاغواث} کشته شد.